# Beziehungen zwischen Brunei und Japan

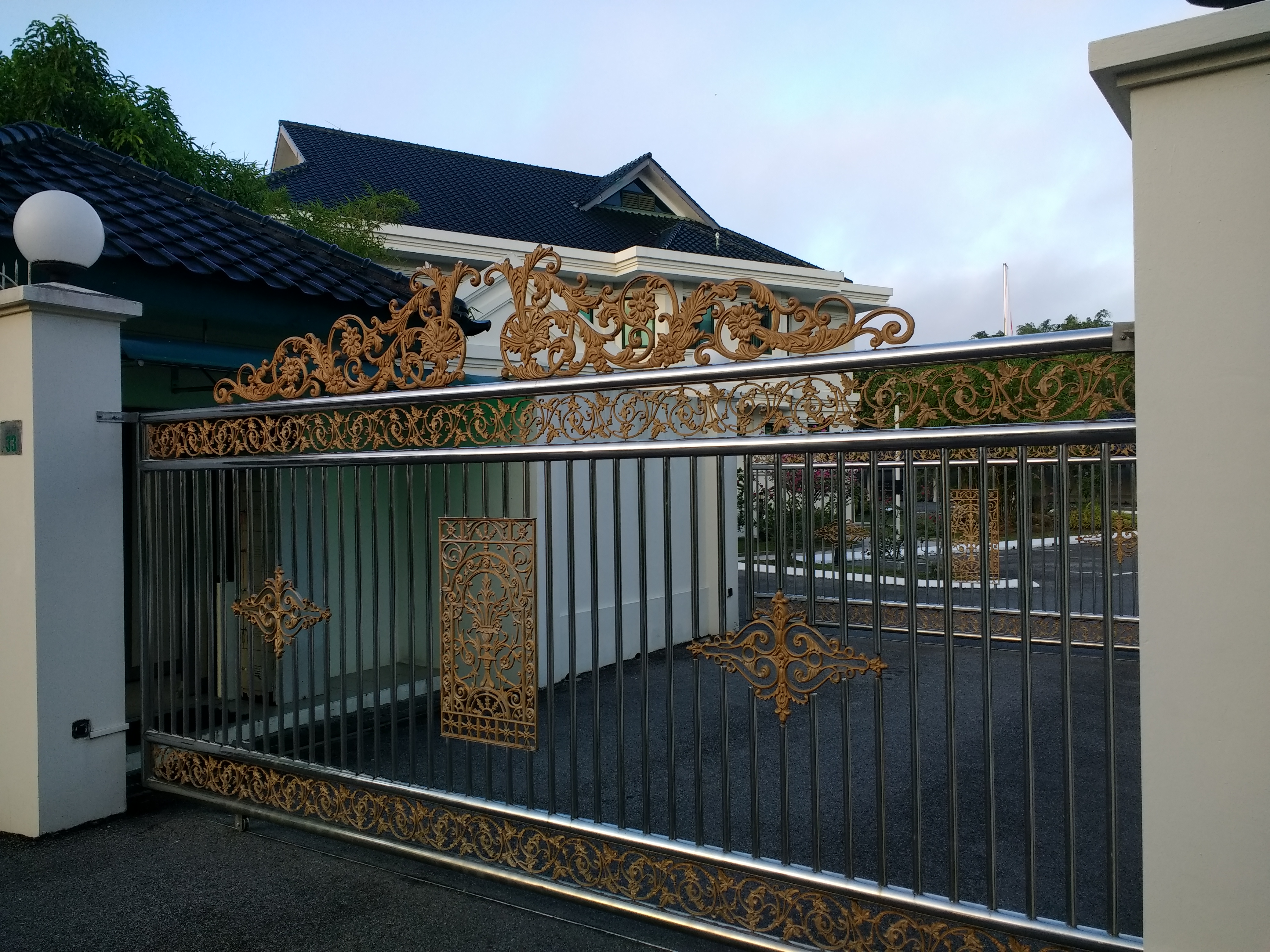
Japanische Botschaft in Bandar Seri Begawan

Die Beziehungen zwischen Brunei und Japan (malaiisch Hubungan Brunei - Jepun, japanisch 日本とブルネイの関係) beschreiben das zwischenstaatliche Verhältnis von Brunei und Japan. Brunei hat eine Botschaft in Tokio und Japan hat eine Botschaft in Bandar Seri Begawan.

## Geschichte
Die offiziellen Beziehungen bestehen seit dem 2. April 1984. Brunei und Japan Brunei und Japan pflegen seit langem enge und freundschaftliche Beziehungen, insbesondere in wirtschaftlicher Hinsicht. Brunei ist bei Importen wie Kraftfahrzeugen, Baumaschinen, elektronischen Gütern und Haushaltsgeräten, die den Markt in Brunei dominieren, stark von Japan abhängig.

## Beziehungen zwischen der Königlichen Familie von Brunei und der Kaiserlichen Familie von Japan
Der Sultan von Brunei stattete Japan im April 1984 erstmals einen Staatsbesuch ab. Er erhielt eine Audienz mit Tennō Hirohito im Kaiserpalast Tokio. Während dem Besuch des Sultans tauschten beide Monarchen staatliche Ehrungen aus. Der Sultan verlieh dem Kaiser den Darjah Kerabat Laila Utama Yang Amat Dihormati (D.K. - Laila Utama, 1st Class) und der Kaiser verlieh dem Sultan das Collar des Chrysanthemenordens.
Die Beziehungen zwischen beiden königlichen Familien bestehen weiter. Der Sultan von Brunei besuchte die Beisetzung von Kaiser Hirohito 1989. Ein Jahr später kam der Sultan zur Krönung von Kaiser Akihito am 12. November 1990.
Im September 1996 besuchten Prinz Masahito Hitachi und Prinzessin Hanako Hitachi Brunei. Sie waren die ersten Mitglieder des Japanischen Kaiserhauses, welche das Sultanat besuchten.
Am 9. September 2004 besuchte Kronprinz Naruhito die königliche Hochzeit von Kronprinz Al-Muhtadee Billah mit Pengiran Anak Sarah im Palast Istana Nurul Iman in Bandar Seri Begawan.
Am 5. Oktober 2017, anlässlich des Goldenen Thronjubiläums von Sultan Hassanal Bolkiah unterzeichneten Kaiser Akihito und Kaiserin Michiko Shōda ein Gratulationsbuch um ihre wärmsten Gratulationen an den Sultan zum Ausdruck zu bringen. Die Unterzeichnung erfolgte in der Bruneiischen Botschaft in Tokio.

## Wirtschaftliche Beziehungen
Verschiedene Vereinbarungen wie die Japan–Brunei Economic Partnership und eine Avoidance of Tax wurden unterzeichnet. In der Öl- und Gas-Industrie wurde mehr als 82 % der bruneiischen Flüssigerdgas-Produktion (LNG) an Japan verkauft und Brunei liefert jedes Jahr mehr als 5 Mio. Tonnen LNG an drei japanische Firmen. Die japanischen Firmen investieren in Brunei und planen Projekte in anderen Gebieten wie Petrochemikalien und Halal-Nahrungsmittel. Beide Länder bemühen sich um Kooperationen im Bereich der Erneuerbaren Energien und der Energieeinsparung, und planen die Zusammenarbeit auf Bildung, Landwirtschaft und Gesundheit auszudehnen.

## Sicherheitsbeziehungen
Im Bereich der Sicherheitszusammenarbeit verkündete Premierminister Shinzō Abe, dass Japan alle Anstrengungen unternehmen werde, um die multilateralen Übungen im Rahmen des ASEAN-Verteidigungsministertreffens Plus, welches 2013 in Brunei stattfand, zum Erfolg zu führen. Sowohl Brunei als auch Japan bestätigten, dass sie die Zusammenarbeit im Gebiet des Katastrophenschutzes und der maritimen Sicherheit ausbauen wollten.